# Štefan Banič
Štefan Banič (Jánostelek, 1870. november 23. – Jánostelek, 1941. január 2.) szlovák feltaláló, az ejtőernyő szabadalmaztatója.

## Élete
Szülőfalujában mezőgazdasági munkásként dolgozott, majd kitanulta a kőművesmesterséget, s a jobb élet reményében kivándorolt az Amerikai Egyesült Államokba, ahol az 1910-es évek kezdetén megszerkesztette az első, használható ejtőernyő prototípusát, mely az esernyő működési elvére hasonlított. Az általa 1914 júniusában személyesen kipróbált szerkezetet az Egyesült Államok Szabadalmi Hivatala 1914. augusztus 25-én az 1108484 szám alatt jegyezte be. Az Egyesült Államok Légierejének tiszteletbeli tagjaként 1921-ben visszatért hazájába és a szülőfalujához közeli hegyvidék kutatásával foglalkozott, melynek eredményeként a Driny-barlang társfelfedezőjeként lett ismeretes.

## Emlékezete
- Szülőházán emléktábla van.
- A helyi temetőben levő síremlékének domborműve ejtőernyőst ábrázol.

## Fordítás
- Ez a szócikk részben vagy egészben  a(z)   Štefan Banič című szlovák Wikipédia-szócikk ezen változatának fordításán alapul.  Az eredeti cikk szerkesztőit annak laptörténete sorolja fel. Ez a jelzés csupán a megfogalmazás eredetét és a szerzői jogokat jelzi, nem szolgál a cikkben szereplő információk forrásmegjelöléseként.